# وستفولد

موقعیت وستفولد در نروژ

 (به نروژی: Vestfold) یکی از استان‌های نروژ است که هم‌مرز با استان‌های بوسکرود و تلمارک است. مراکز اداری استان در شهر تنسبرگ واقع شده و بزرگ‌ترین شهر آن سانفیور است. بدون در نظر گرفتن استان اسلو، وستفولد کم‌مساحت‌ترین استان نروژ است.